# Martin Hinteregger
Martin Hinteregger (7 de setembre de 1992) és un futbolista professional austríac que juga pel Borussia Mönchengladbach, com a cedit del FC Red Bull Salzburg en posició de defensa.

## Internacional
Després que fou limitat a diversos nivells juvenils d'Àustria, Hinteregger va fer el seu debut per la selecció absoluta d'Àustria en una victòria amistosa 1–0 contra els EUA el 19 de novembre de 2013.

## Referències

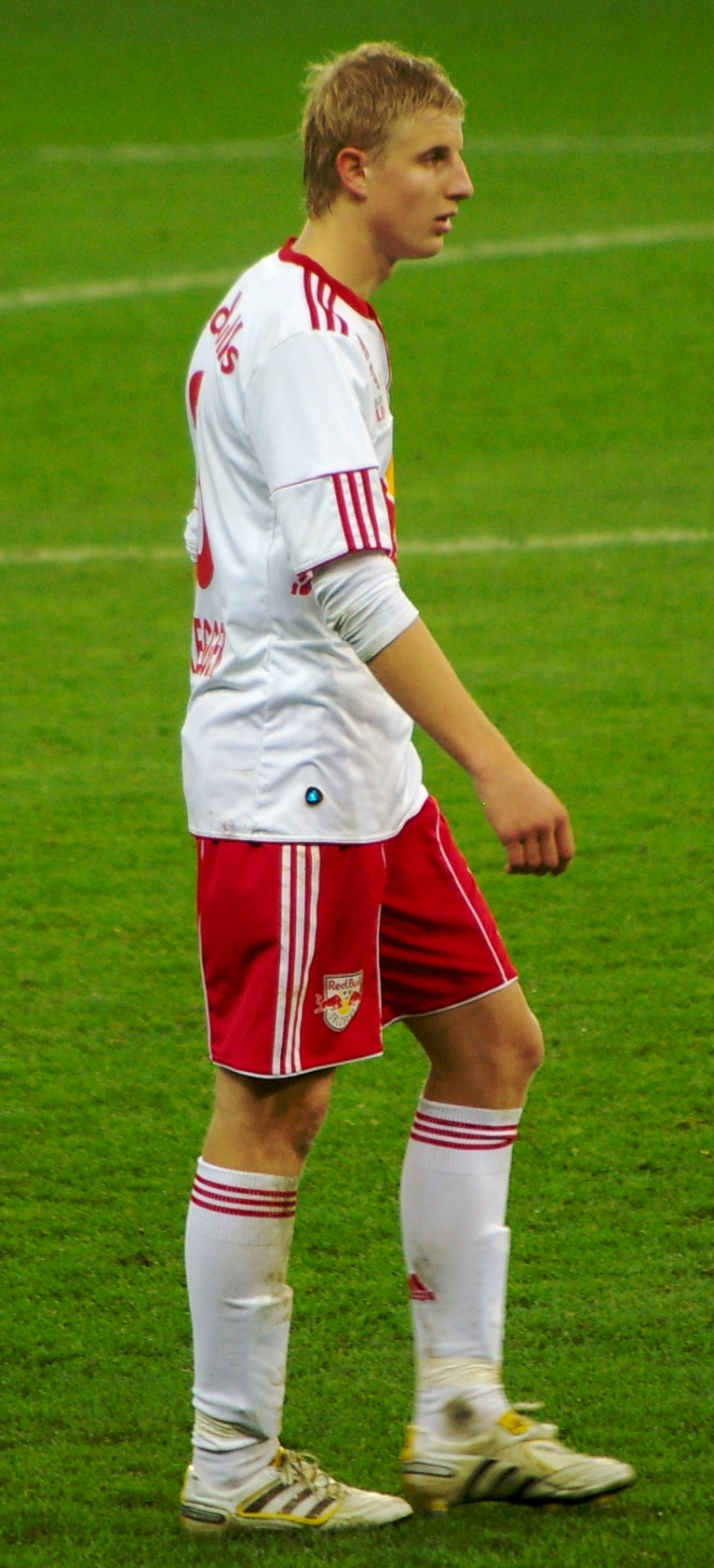
Martin Hinteregger a FC Salzburg.